# أولاد الطاهر (بني فكلان)
أولاد الطاهر هو دُوَّار يقع بجماعة بني سيدال الجبل، إقليم الناظور، جهة الشرق في المملكة المغربية. ينتمي الدوّار لمشيخة بني فكلان التي تضم 18 دوار. يقدر عدد سكانه بـ 24 نسمة حسب الإحصاء الرسمي للسكان والسكنى لسنة 2004.

## روابط خارجية
- البوابة الوطنية للجماعات الترابية
- المندوبية السامية للتخطيط